# Schizothorax cryptolepis
Schizothorax cryptolepis és una espècie de peix cipriniforme de la família dels ciprínids que es troba a la Xina.